# Ministerio de Cultura (El Salvador)
El Ministerio de Cultura de El Salvador es la cartera de Estado encargada de velar por la conservación, fomento y difusión de la cultura en este país. Fue erigido por el Gobierno de Salvador Sánchez Cerén en sustitución de la Secretaría de Cultura (Secultura), establecida en 2009 por el Gobierno del entonces presidente Mauricio Funes. Esta última, a su vez, había sido creada en sustitución del Consejo Nacional para la Cultura y el Arte (Concultura), que databa de 1991 y que dependía del Ministerio de Educación de esta nación.

## Historia
La institucionalización de las entidades dedicadas a velar por la cultura en el país se ubica a lo largo de la historia republicana. Sin embargo, es a partir de la creación de la Constitución de 1950 cuando logra mayor impulso, pues desde ella se legalizó la intervención del Estado en la economía, el bienestar social, la educación y la cultura.
En tiempos del gobierno del General Salvador Castaneda Castro, el Ministerio de Instrucción Pública había pasado a llamarse Ministerio de Cultura, pero fue bajo la titularidad de Reynaldo Galindo Pohl que aparecieron entidades encargadas, comenzando con la Dirección General de Bellas Artes (1951), con los Departamentos de Letras, Artes Plásticas, Música, Teatro y Danza, así como la integración a esta visión de trabajo de otras entidades existentes relacionadas al quehacer cultural del país.
Es importante señalar que la cultura como política pública también fue abordada en 1985, precisamente en la época del gobierno del presidente José Napoleón Duarte, cuando se crea el Ministerio de Cultura y Comunicaciones, con el cual se buscaba incidir en áreas específicas como la cultura, la ciencia, la comunicación y la tecnología.
En los últimos tiempos, la institución de la cultura surge con la creación del Consejo Nacional para la Cultura y el Arte (CONCULTURA),  que en 2009 se convierte en la Secretaría de Cultura de la Presidencia (SECULTURA), para contribuir “desde sus competencias, a propiciar un cambio  cultural que genere procesos sociales hacia la cultura de la creatividad y del conocimiento,  sustento de una sociedad con oportunidades, equidad y sin violencia”.
Para el periodo presidencial 2014-2019, el mandato de SECULTURA se desprende de lo planteado en el Plan Quinquenal de Desarrollo, que reconoce a la cultura como derecho, factor de cohesión e identidad y fuerza transformadora de la sociedad en su marcha hacia el buen vivir, y desde el cual interesa impulsar una política inclusiva, que pasa por el reconocimiento de la multiculturalidad.

### Consejo Nacional para la Cultura y el Arte (Concultura)
El Consejo Nacional para la Cultura y el Arte (Concultura) era una dependencia descentralizada del Ministerio de Educación. Conforme a la ley, era el principal organismo encargado de definir y ejecutar la política oficial con respecto a la promoción del arte y la cultura. 
Los organismos de dirección lo conformaban la Presidencia y el Consejo Técnico Consultivo. Fue creado por decreto ejecutivo en 1991, y absorbió la mayor parte de la estructura del antiguo Ministerio de Cultura y Comunicaciones. 
Las principales dependencias fueron la Dirección de Publicaciones e Impresos, la Biblioteca Nacional de El Salvador, el Archivo General de la Nación, el Museo Nacional de Antropología Dr. David J. Guzmán, el Centro Nacional de Artes, La Casa del Escritor y la Orquesta Sinfónica de El Salvador.
Los presidentes de la institución durante su historia fueron:
- Claudia Allwood (1991-1995)
- Roberto Galicia (1995-1999)
- Gustavo Herodier (1999-2004)
- Federico Hernández (2004-2009)

### Secretaría de Cultura de la Presidencia (Secultura)
La Secretaría de Cultura de la Presidencia fue la institución encargada de velar, promover y proteger el quehacer cultural salvadoreño que sucedió al desaparecido Consejo Nacional para la Cultura y el Arte (Concultura), escindido del Ministerio de Educación y elevado al nivel de secretaría dependiente directamente de la Presidencia de El Salvador. También fue la entidad que precedió al actual Ministerio de Cultura.
Concultura fue elevado a nivel de secretaría presidencial por decisión del entonces presidente Mauricio Funes, con el afán de elevar de rango la entidad encargada de la cultura, mejorar su trabajo y asignarle un presupuesto directo, y también, con miras al mediano plazo de llegar a convertirlo en un Ministerio de Cultura, suceso que ocurriría casi al final del gobierno del presidente Salvador Sánchez Cerén.
Los siguientes fueron los Secretarios de cultura desde la creación de la misma:
- Breni Hasel Cuenca Saravia (2009-2010)
- Héctor Jesús Samour Canán (2010-2012)[10]
- Magdalena Granadino (2012-2014)[11]
- Ramón Rivas (2014-2015)[12]
- Silvia Elena Regalado Blanco (2016-2018)[13]

#### Organización de lo que fuera Secultura
La otrora Secultura tenía a su cargo las siguientes administraciones: Dirección General de Administración Cultural; Dirección Nacional de Espacios Culturales Públicos; Dirección Nacional de Patrimonio Cultural y Natural; Dirección Nacional de Artes, Teatros y Espacios Escénicos; Dirección Nacional de Formación en Artes; Dirección Nacional de Casas de la Cultura para el Desarrollo de la Convivencia y el Buen Vivir; Dirección Nacional de Investigaciones en Cultura y Arte; Dirección Nacional de Archivo y Bibliotecas; Dirección de Publicaciones e Impresos; y Dirección de Museo Nacional de Antropología Dr. David J. Guzmán.

## Ministerio de Cultura
El Ministerio de Cultura de la República de El Salvador es la entidad encargada de velar, promover y facilitar el desarrollo cultural y las artes de El Salvador.
La persona titular de este ministerio, los directores y el equipo técnico tiene como objetivos estratégicos: 1) Garantizar el derecho a la cultura como factor de cohesión, identidad y transformación social; 2) proteger, conservar y fomentar el patrimonio cultural y las expresiones artísticas; 3) fomentar la investigación científica y la formación académica en la cultura y artes en función del conocimiento y el desarrollo de la sociedad salvadoreña; 4) implementar un modelo de gestión institucional basado en la calidad y excelencia, que impulse una amplia participación, inclusión y transparencia.
Además, dentro de sus principales competencias se encuentran: Velar por el cumplimiento de la Ley de Cultura como ente rector de la misma; hacer valer el cumplimiento de la Ley Especial de Protección al Patrimonio Cultural de El Salvador, al igual que sus respectivos reglamentos; asimismo, actualizar, promover y facilitar el desarrollo de las políticas públicas en materia de cultura, incluyendo la relación con otras instancias gubernamentales; potenciar la participación de los distintos sectores sociales en el quehacer cultural y artístico nacional; potenciar la memoria histórica y fortalecer los procesos identitarios a nivel local y nacional; y diseñar y ejecutar la territorialización de las políticas públicas en materia de cultura, a través de instancias como casas de la cultura, museos y red de bibliotecas públicas.
Cabe agregar que a la erección del Ministerio de Cultura, antecede la aprobación de la primera ley para el ramo, el 11 de agosto de 2016, la cual establece el marco jurídico que fundamenta la política estatal en dicha materia, con la finalidad de proteger los derechos culturales reconocidos por la Constitución y tratados internacionales vigentes.

## Organización
El titular del ramo es el ministro de Cultura. Cuando se creó, estaba conformado por cuatro direcciones generales que, a su vez, tenían a su cargo distintos departamentos, a saber:
- Dirección General de Artes

- Dirección General de Redes Territoriales

- Dirección General de Patrimonio Cultural y Natural

- Dirección General de Investigaciones, Acervos Documentales y Ediciones
  - Departamento de Investigaciones
  - Departamento de Ediciones
  - Biblioteca Nacional de El Salvador
  - Archivo General de la Nación (AGN)
  - Imprenta Nacional

El 19 de marzo de 2020 se publicó el acuerdo ministerial 19-2023-190323 según el cual se reorganizarían en las siguientes direcciones nacionales:
- Dirección Nacional de Artes
- Dirección Nacional de Formación en Artes
- Dirección Nacional de Casas de la Cultura y Parques Culturales
- Dirección Nacional de Bibliotecas, Archivo y Publicaciones
- Dirección Nacional de Museos y Salas de Exposición
- Dirección Nacional de Patrimonio Cultural

## Ministros de Cultura
1. Silvia Elena Regalado Blanco (2018-2019)
2. Suecy Callejas Estrada (2019-2021)
3. Mariemm Eunice Pleitez Quiñónez (2021-2024)
4. Raúl Neftalí Castillo Rosales (2024)